# لاودرز
لاودرز (به انگلیسی: Lauder's) از انواع ویسکی‌های قدیمی اسکاتلندی است که بیش از ۱۷۰ سال سابقه تولید دارد. این ویسکی از سال ۱۸۳۴ میلادی به طور رسمی تولید می‌شود.

## تاریخچه
پس از آنکه در سال ۱۸۱۵ میلادی، تقطیر ویسکی مجاز اعلام شد، این ویسکی توسط آرکیبالد لاودر توسعه یافت. وی به مدت دو سال برای به دست آوردن ویسکی مورد نظر خود تلاش کرد و نام آن را لاودرز گذاشت. از آن پس ویسکی لاودرز به چهار گوشه جهان راه یافت و مورد توجه میلیونها نفر قرار گر. فت.